# Daihatsu Feroza
Daihatsu Feroza je malým terénním automobilem, který v letech 1989 až 1999 vyráběla japonská automobilka Daihatsu. Feroza měla původně být nástupcem modelu Rocky. Nakonec se oba typy vyráběly současně.

## Popis
Měla nézávislé zavěšení předních kol a tuhou zadní nápravu. Tlumiče mohly být nastaveny pro tři stupně tvrdosti. Dodávala se s jediným motorem - zažehovým o výkonu 95 koní. Délka byla 3800 milimetrů. Na výběr byla karoserie s plátěnou nebo pevnou sundavací střechou. Později byla vyráběna i verze s pohonem všech kol.